# Dusona levibasis
Dusona levibasis är en stekelart som beskrevs av Horstmann 2004. Dusona levibasis ingår i släktet Dusona och familjen brokparasitsteklar. Inga underarter finns listade i Catalogue of Life.